# Artemis Corona
Artemis Corona est une formation géologique en forme de couronne — corona dans la nomenclature de l'UAI — située sur la planète Vénus par 35° S et 135° E. Artemis est la plus vaste corona vénusienne.

## Géographie et géologie
Située au sud-est d'Aphrodite Terra, la plus vaste terra vénusienne, Artemis Corona couvre une surface circulaire d'environ 2 600 km de diamètre et est ceinturée sur presque toute sa périphérie par Artemis Chasma, vaste système de fossés formant un arc de cercle presque complet de plus de 3 000 km de diamètre. La topographie générale de la région n'est pas plus élevée qu'aux alentours, et est très irrégulière : la corona est moins élevée que les régions d'Aphrodite Terra adjacentes et est parcourue de fossés d'effondrement parfois très profonds, avec un rift central, appelé Britomartis Chasma, interprété comme la principale zone d'expansion de la corona.
L'origine et la nature géologiques des coronae de Vénus n'est pas bien comprise. Il s'agirait de la manifestation en surface, à travers une croûte fine et plastique, de la remontée de panaches mantelliques provoquant un renflement localisé avec expansion centrale et compressions latérales,, analogue à un point chaud. L'expansion se concentrerait ainsi au niveau de Britomartis Chasma, tandis que la compression se matérialiserait par Artemis Chasma, interprétation confortée par les anomalies gravitationnelles positives observées au-dessus d'Artemis Chasma. Cette activité tectonique pourrait représenter une alternative à la tectonique des plaques, absente sur Vénus, afin de permettre à la planète d'évacuer sa chaleur interne.
Artemis Corona présente par ailleurs de nombreuses coulées de lave, plusieurs petits volcans, et au moins deux cratères d'impact.